# Manuela Gonçalves
Manuela Gonçalves (Bragança, 1945 – Lisboa, 20 de setembro de 2022) foi uma estilista e criadora de moda portuguesa e uma das precursoras da moda em Portugal.

## Percurso
Obteve o diploma em Pintura pela Escola Superior de Belas-Artes de Lisboa (ESBAL).
Entre 1972 e 1974, Manuela Gonçalves estudou moda em Londres. Foi a primeira portuguesa bolseira da Saint Martin’s Fashion School de Londres. Em 1975, após a revolução, regressou a Portugal, a Lisboa, e abriu uma loja na Rua Castilho, denominada Carmin. Em 1979, estabeleceu-se definitivamente na Loja Branca, na Praça das Flores.
Rompeu com a silhueta clássica dos anos 70, criando formas mais soltas, sendo uma das suas assinaturas as mangas estilo quimono. Também dava muita atenção aos tecidos, que ela própria fazia, com materiais de composição natural, como lãs.
Em 1991, a criadora participou da primeira edição da ModaLisboa, num desfile em que participou Eunice Muñoz.
É considerada uma das pioneiras da moda portuguesa, juntamente com Ana Salazar.